# 太陽光発電協会
一般社団法人太陽光発電協会（たいようこうはつでんきょうかい、英語: Japan Photovoltaic Energy Association、略称:JPEA）は、日本の太陽光発電産業の業界団体である。太陽光発電の普及促進活動のほか、統計作成、技術開発促進、需要家や消費者の相談窓口業務などを行う。

## 概要
太陽光発電に関する下記のような事業を手がけている（文言はJPEA公式サイトより一部引用）。
- 生産、流通、利用及び貿易についての調査、研究及び統計
- 普及促進に関する関係機関等への建議・意見具申
- 標準化及び規格化についての調査研究
- 会員相互の交流及び内外関係機関、団体との連携並びに国際協力の推進
- 市場動向、技術開発、利用等に関するシンポジウム、セミナー等の開催
- 広報・啓発
- 需要家又は消費者の相談等に関する業務
- その他

一般社団法人の形態をとり、国内の関連企業を中心に130余社・団体の会員が加盟する。
2009年1月より、経産省の住宅向け補助金の支給事業を太陽光発電普及拡大センターを通じて行っている。

## 会員
2012年5月現在、136の企業や団体が加盟する。
下記のような種類の企業や団体を含む。
- 太陽電池・モジュールメーカー
- 公益団体や関連機関
- 周辺機器・素材メーカー
- 電力会社、石油会社
- ゼネコン、住宅関連企業
- 販売、施工業者など

## 部会
活動テーマごとに部会と呼ばれる組織を持つ。部会ごとのテーマは下記のようなものである。
- 住宅部会 - 住宅用システムの普及活動等
- 公共・産業部会 - 公共・産業向けシステム
- 国際部会 - 海外への情報発信・情報収集、国際会議の企画など
- 広報部会 - 広報活動全般
- 光発電部会 - 太陽光発電システム関連技術の技術的課題にかかる検討
- 系統技術部会 - 電力系統上の技術的検討
- 施工制度運営部会 - 太陽光発電の健全な普及に資する人材育成
- 適正処理・リサイクル研究会 - 太陽光発電システムの適正処理・リサイクル
- 統計委員会 - 出荷量などの統計調査と公表

## 海外の主な業界団体
- 世界：PVGroup …Semiconductor Equipment and Materials International(SEMI)の下部組織。
- 米国：Solar Energy Industries Association(SEIA)
- 欧州：European Photovoltaic Industry Association (EPIA)
- ドイツ：German Solar Industry Association（BSW）
- スペイン：Spanish Photovoltaic Industry Association / Asociación de la Industria Fotovoltaica (ASIF)